# Allée Marcel-Jambenoire
L'allée Marcel-Jambenoire est une voie du 13e arrondissement de Paris, en France.

## Situation et accès
L'allée Marcel-Jambenoire est une voie privée située dans le 13e arrondissement de Paris. Elle débute au 88, boulevard Kellermann et se termine en impasse.

## Origine du nom
Elle porte le nom du polytechnicien et directeur des Télécommunications de Paris, de 1953 à 1969, Marcel Jambenoire (25 mai 1905 -  21 avril 1969), commandeur de la Légion d'honneur, commandeur de l'ordre du Mérite Postal et titulaire de la croix du combattant volontaire de la Résistance.

## Historique
La voie est créée sous le nom provisoire de « voie BB/13 » et prend sa dénomination actuelle le 11 août 1986.